# Luigi Monti (accademico)
Luigi Monti (Palermo, 1830 – Palermo, 1914) è stato uno scrittore e diplomatico italiano naturalizzato statunitense.
Dal 1854 al 1859 fu professore di italiano ad Harvard University, quindi console statunitense a Palermo dal 1861 al 1873, e nuovamente, tra il 1873 e il 1893, professore a Wellesley College, a Vassar College, e al Peabody institute di Baltimora.

## Biografia
Coinvolto nei moti rivoluzionari del 1848-49, nel 1850 giunge in esilio a Boston negli Stati Uniti, dove dal 1854 al 1859, lavora come Istruttore di italiano a Harvard University, sotto la direzione di Henry Wadsworth Longfellow e poi James Russell Lowell. È il secondo accademico italiano a lavorare in quell'istituzione dopo che un altro esule siciliano Pietro Bachi vi aveva ricoperto analogo incarico dal 1826 al 1846. Nel 1855 Monti pubblica a Boston due libri di testo per l'insegnamento dell'italiano: A Grammar of the Italian Language e A Reader of the Italian Language. Traduce due romanzi di Francesco Domenico Guerrazzi: Beatrice Cenci (nel 1857) e Isabella Orsini (nel 1859). Longfellow lo usa come modello del giovane siciliano nel suo racconto Tales of a Wayside Inn (pubblicato nel 1863).
Nel 1861, dopo l'impresa dei Mille, Monti viene nominato console degli Stati Uniti a Palermo. Vi rimarrà fino al 1873.
Nel 1873 torna a Boston. Nel 1875 pubblica la traduzione di un altro romanzo di Guerrazzi, "Manfred". Si dedica anche all'attività di scrittore con il racconto autobiografico The Adventures of a Consul Abroad (1878) e il romanzo Leone (1882).
Riprende la sua attività accademica. Al Lowell institute offre una conferenza su "Contemporary Representative Men of Italy," e insegna corsi al Wellesley College, a Vassar College, e al Peabody institute di Baltimora.
Nel 1893 rientra in Italia dove morirà nel 1914.

## Opere di Luigi Monti
- A Grammar of the Italian Language (Boston, MA: Little, Brown, 1855)
- A Reader of the Italian Language (Boston, MA: Little, Brown, 1855)
- Adventures of a Consul Abroad (Boston, MA: Lee and Shepard, 1878)
- Leone: A Novel (Boston, MA: J.R. Osgood and Co., 1882)

Traduzioni
- Francesco Domenico Guerrazzi, Beatrice Cenci, tr. Luigi Monti (New York: Rudd & Carleton, 1857)
- Francesco Domenico Guerrazzi, Isabella Orsini, tr. Luigi Monti (New York: Rudd & Carleton, 1859)
- Francesco Domenico Guerrazzi, Manfred, tr. Luigi Monti (New York: G.W. Carleton & Co.; e London: S. Low, Son & Co., 1875)